# Chile en los Juegos Panamericanos de 2015
Chile participó desde el 10 al 26 de julio en los Juegos Panamericanos de 2015 realizados en Toronto, Canadá.
La abanderada en la ceremonia de apertura fue la atleta Isidora Jiménez.
La elección del abanderado se realizó a través de una votación popular entre diez candidatos: Isidora Jiménez (atletismo), Natalia Duco (lanzamiento de la bala), Francisca Crovetto (tiro), María José Moya (patinaje), Paula Silva (esgrima), Nicolás Jarry (tenis), Felipe Aguilar (golf), Marco Oneto (balonmano), Marco Grimalt (vóley playa) y Felipe Miranda (esquí náutico).
De estos diez deportistas, Natalia Duco, Isidora Jiménez y Felipe Miranda pasaron a una votación final, resultando ganadora Jiménez con el 50% de los votos frente al 31% para Miranda y el 19% para Duco.
Por primera vez se obtuvieron medallas de oro en Triatlón y Esquí náutico, además subieron al podio por primera vez, el Golf y la Lucha olímpica.

## Medallistas
| Medalla           | Atletas                                                       | Deporte                | Evento                   | Fecha       |
| ----------------- | ------------------------------------------------------------- | ---------------------- | ------------------------ | ----------- |
| Medalla de oro    | Bárbara Riveros                                               | Triatlón               | Individual               | 11 de julio |
| Medalla de oro    | Emanuelle Silva                                               | Patinaje de velocidad  | 200 metros contrarreloj  | 12 de julio |
| Medalla de oro    | Felipe Leal Óscar Vásquez                                     | Remo                   | Par                      | 14 de julio |
| Medalla de oro    | Nicolás Jarry Hans Podlipnik                                  | Tenis                  | Dobles                   | 15 de julio |
| Medalla de oro    | Felipe Miranda                                                | Esquí acuático         | Overall                  | 22 de julio |
| Medalla de plata  | Antonia Abraham Melita Abraham                                | Remo                   | Dos remos largos         | 13 de julio |
| Medalla de plata  | María Fernanda Valdés                                         | Levantamiento de pesas | 75 kg                    | 14 de julio |
| Medalla de plata  | Andrés Ayub                                                   | Lucha grecorromana     | 130 kg                   | 16 de julio |
| Medalla de plata  | Kristel Köbrich                                               | Natación               | 800 m libres             | 18 de julio |
| Medalla de plata  | Rodrigo Miranda                                               | Esquí acuático         | Salto                    | 23 de julio |
| Medalla de plata  | Gabriela Bruna                                                | Karate                 | –50 kg                   | 23 de julio |
| Medalla de bronce | Marisol Villarroel                                            | Patinaje artístico     | Programa libre           | 12 de julio |
| Medalla de bronce | María José Moya                                               | Patinaje de velocidad  | 200 metros contrarreloj  | 12 de julio |
| Medalla de bronce | Soraya Jadue                                                  | Remo                   | Un par de remos cortos   | 14 de julio |
| Medalla de bronce | Cristóbal Torres                                              | Lucha grecorromana     | 59 kg                    | 15 de julio |
| Medalla de bronce | Andrés Oyarzún Luis Saumann Felipe Cárdenas Bernardo Guerrero | Remo                   | Cuatro remos peso ligero | 15 de julio |
| Medalla de bronce | Francisca Crovetto                                            | Tiro                   | Skeet                    | 18 de julio |
| Medalla de bronce | Felipe Aguilar                                                | Golf                   | individual               | 19 de julio |
| Medalla de bronce | Sergio Baeza Marc Jux Cristóbal Lira Matías Seguel            | Vela                   | J24 abierto              | 19 de julio |
| Medalla de bronce | Andrés Ducasse                                                | Vela                   | Sunfish abierto          | 19 de julio |
| Medalla de bronce | Natalia Duco                                                  | Atletismo              | Lanzamiento de bala      | 22 de julio |
| Medalla de bronce | Miguel Véliz                                                  | Boxeo                  | Peso pesado              | 22 de julio |
| Medalla de bronce | Felipe Miranda                                                | Esquí acuático         | Salto                    | 23 de julio |
| Medalla de bronce | Jessy Reyes                                                   | Karate                 | –55 kg                   | 23 de julio |
| Medalla de bronce | Fernanda Naser                                                | Esquí acuático         | Salto                    | 23 de julio |
| Medalla de bronce | Daniela Lepín                                                 | Karate                 | –61 kg                   | 24 de julio |
| Medalla de bronce | Selección chilena de hockey sobre césped                      | Hockey sobre césped    | Torneo Masculino         | 25 de julio |
| Medalla de bronce | Víctor Aravena                                                | Atletismo              | 5000 metros              | 25 de julio |
| Medalla de bronce | Selección de balonmano de Chile                               | Balonmano              | Torneo Masculino         | 25 de julio |

## Deportistas
| Deporte                | Hombres | Mujeres | Total |
| Atletismo              | 24      | 13      | 37    |
| Bádminton              | 2       | 2       | 4     |
| Balonmano              | 15      | 15      | 30    |
| Bolos                  | -       | 2       | 2     |
| Boxeo                  | 2       | -       | 2     |
| Canotaje               | 7       | 3       | 10    |
| Ciclismo               | 13      | 9       | 22    |
| Clavados               | 2       | 2       | 4     |
| Equitación             | 12      | 1       | 13    |
| Esgrima                | 7       | 3       | 10    |
| Esquí acuático         | 2       | 2       | 4     |
| Gimnasia               | 5       | 3       | 8     |
| Golf                   | 2       | 2       | 4     |
| Hockey sobre césped    | 16      | 16      | 32    |
| Judo                   | 2       | 2       | 4     |
| Karate                 | 4       | 4       | 8     |
| Levantamiento de pesas | 2       | 2       | 4     |
| Lucha                  | 3       | -       | 3     |
| Nado sincronizado      | -       | 2       | 2     |
| Natación               | 2       | 2       | 4     |
| Patinaje               | 3       | 3       | 6     |
| Pentatlón moderno      | 2       | 2       | 4     |
| Raquetbol              | -       | 2       | 2     |
| Remo                   | 7       | 4       | 11    |
| Rugby 7                | 12      | -       | 12    |
| Squash                 | 3       | 3       | 6     |
| Taekwondo              | 3       | 2       | 5     |
| Tenis                  | 2       | 3       | 5     |
| Tenis de mesa          | 3       | 3       | 6     |
| Tiro                   | 7       | 4       | 11    |
| Tiro con arco          | 3       | 3       | 6     |
| Triatlón               | 3       | 3       | 6     |
| Vela                   | 10      | 4       | 14    |
| Voleibol de playa      | 2       | 2       | 4     |
| Total                  | 182     | 123     | 305   |

## Atletismo

### Eventos de carrera
Masculino
| Deportista                                                                      | Evento                | Semifinal | Semifinal | Final           | Final             |
| Deportista                                                                      | Evento                | Tiempo    | Posición  | Tiempo          | Posición          |
| ------------------------------------------------------------------------------- | --------------------- | --------- | --------- | --------------- | ----------------- |
| Carlos Díaz                                                                     | 1500 m                | —         | —         | 3:42,09         | 4.º               |
| Iván López                                                                      | 1500 m                | —         | —         | 3:48,54         | 10.º              |
| Víctor Aravena                                                                  | 5000 m                | —         | —         | 13:46,94        | Medalla de bronce |
| Leslie Encina                                                                   | 10000 m               | —         | —         | 30:30,12        | 8.º               |
| Roberto Echeverría                                                              | Maratón               | —         | —         | Abandonó        | Abandonó          |
| Cristopher Guajardo                                                             | Maratón               | —         | —         | No se presentó  | No se presentó    |
| Alfredo Sepúlveda                                                               | 400 m con vallas      | 52,32     | 16.º      | No clasificó    | No clasificó      |
| Mauricio Valdivia                                                               | 3000 m con obstáculos | —         | —         | 8:52,72         | 5.º               |
| Enzo Yáñez                                                                      | 3000 m con obstáculos | —         | —         | 9:07,75         | 9.º               |
| Franco Boccardo Enzo Faulbaum Enrique Polando Cristián Reyes Sebastian Valdivia | Relevo 4 × 100 m      | 40,14     | 12.º      | No clasificaron | No clasificaron   |
| Sergio Aldea Nicolás Dagnino Sergio Germain Alfredo Sepúlveda Martín Tagle      | Relevo 4x400 m        | 3:09,89   | 10.º      | No clasificaron | No clasificaron   |

Femenino
| Evento                                                                                          | Atletas          | Preliminar | Preliminar | Semifinal | Semifinal | Final           | Final           |
| Evento                                                                                          | Atletas          | Tiempo     | Posición   | Tiempo    | Posición  | Tiempo          | Posición        |
| ----------------------------------------------------------------------------------------------- | ---------------- | ---------- | ---------- | --------- | --------- | --------------- | --------------- |
| Isidora Jiménez                                                                                 | 100 m            | 11,33      | 13.º       | 11,37     | 16.º      | No clasificó    | No clasificó    |
| Isidora Jiménez                                                                                 | 200 m            | 22,95      | 4.º        | 22,96     | 10.º      | No clasificó    | No clasificó    |
| Érika Olivera                                                                                   | Maratón          | —          | —          | —         | —         | 2:52,27         | 11.º            |
| Natalia Romero                                                                                  | Maratón          | —          | —          | —         | —         | No se presentó  | No se presentó  |
| Paula Goñi Josefina Gutiérrez Isidora Jiménez Fernanda Mackenna Viviana Olivares Macarena Reyes | Relevo 4 × 100 m | —          | —          | 45,38     | 10.º      | No clasificaron | No clasificaron |
| Javiera Errázuriz Paula Goñi Fernanda Mackenna Carmen Mansilla Clara Marín                      | Relevo 4x400 m   | —          | —          | 3:41,35   | 12.º      | No clasificaron | No clasificaron |

### Eventos de marcha
| Deportista   | Evento          | Final         | Final         |
| Deportista   | Evento          | Tiempo        | Posición      |
| ------------ | --------------- | ------------- | ------------- |
| Yerko Araya  | 20 km masculino | Descalificado | Descalificado |
| Edward Araya | 50 km masculino | Descalificado | Descalificado |

### Eventos de salto
| Deportista      | Evento                       | Clasificación | Clasificación | Final     | Final     |
| Deportista      | Evento                       | Distancia     | Posición      | Distancia | Posición  |
| --------------- | ---------------------------- | ------------- | ------------- | --------- | --------- |
| Daniel Zupeuc   | Salto con garrocha masculino | —             | —             | Sin marca | Sin marca |
| Daniel Pineda   | Longitud masculino           | 7,59          | 11.º          | 7,46      | 11.º      |
| Álvaro Petersen | Salto triple masculino       | —             | —             | 16,16     | 8.º       |
| Macarena Reyes  | Salto en largo femenino      | —             | —             | 5,99      | 13.º      |

### Eventos de lanzamiento
| Deportista        | Evento             | Final     | Final             |
| Deportista        | Evento             | Distancia | Posición          |
| ----------------- | ------------------ | --------- | ----------------- |
| Humberto Mansilla | Martillo masculino | 66,14     | 10.º              |
| Natalia Duco      | Bala femenino      | 18,01     | Medalla de bronce |
| Karen Gallardo    | Disco femenino     | 59,11     | 5.º               |

## Bádminton
En bádminton competirán 4 deportistas.
| Deportista                    | Evento               | Ronda de 64         | Ronda de 32                         | Ronda de 16                    | Cuartos de final | Semifinales     | Final           | Final        |
| Deportista                    | Evento               | Rival Resultado     | Rival Resultado                     | Rival Resultado                | Rival Resultado  | Rival Resultado | Rival Resultado | Posición     |
| ----------------------------- | -------------------- | ------------------- | ----------------------------------- | ------------------------------ | ---------------- | --------------- | --------------- | ------------ |
| Cristian Araya                | Individual masculino | Ramírez P 21–9 21–8 | No avanzó                           | No avanzó                      | No avanzó        | No avanzó       | No avanzó       | No avanzó    |
| Iván León                     | Individual masculino | Exento              | Guerrero P 21–2 21–12               | No avanzó                      | No avanzó        | No avanzó       | No avanzó       | No avanzó    |
| Chou Ting Ting                | Individual femenino  | Exento              | Williams G 21–16 21–8               | Vicente P 21–10 21–10          | No avanzó        | No avanzó       | No avanzó       | No avanzó    |
| Camila Macaya                 | Individual femenino  | Exento              | Vicente P 21–17 21–11               | No avanzó                      | No avanzó        | No avanzó       | No avanzó       | No avanzó    |
| Cristian Araya Iván León      | Dobles masculino     | —                   | —                                   | Cabrera/Javier P 21–19 21–18   | No avanzaron     | No avanzaron    | No avanzaron    | No avanzaron |
| Camila Macaya Chou Ting Ting  | Dobles femenino      | —                   | —                                   | Bruce/Chan P 11–21 21–23       | No avanzaron     | No avanzaron    | No avanzaron    | No avanzaron |
| Cristian Araya Chou Ting Ting | Dobles mixto         | —                   | Ramdhani/Ramdhani G 21–7 21–15      | Martínez/Oropeza P 21–15 21–16 | No avanzaron     | No avanzaron    | No avanzaron    | No avanzaron |
| Iván León Camila Macaya       | Dobles mixto         | —                   | Saturria/Javier P 21–19 19–21 19–21 | No avanzaron                   | No avanzaron     | No avanzaron    | No avanzaron    | No avanzaron |

## Balonmano
Las selecciones de balonmano de Chile clasificaron a los dos eventos: torneo masculino y femenino.

### Masculino
Equipo masculino: Guillermo Araya, Pablo Baeza, Felipe Barrientos, Erik Caniu, Sebastián Ceballos, Javier Frelijj, Nicolás Jofré, Felipe Maurin, Cristian Moll, René Oliva, Marco Oneto, Diego Reyes, Esteban Salinas, Rodrigo Salinas y Alfredo Valenzuela (15 jugadores).
Fase de grupos
| País        | Puntos | PJ | PG | PE | PP | GF  | GC  | DG  |
| ----------- | ------ | -- | -- | -- | -- | --- | --- | --- |
| Argentina   | 6      | 3  | 3  | 0  | 0  | 103 | 63  | 40  |
| Chile       | 3      | 3  | 1  | 1  | 1  | 87  | 84  | 3   |
| Cuba        | 3      | 3  | 1  | 1  | 1  | 87  | 89  | -2  |
| Puerto Rico | 0      | 3  | 0  | 0  | 3  | 68  | 109 | -41 |

| 17 de julio de 2015, 20:30 | Chile   | (33:23) (18:7) | Puerto Rico | Centro de Exposiciones, Toronto, Canadá  |                                          |
|                            | Araya 8 | Reporte        | Nazario 9   | Árbitro(s): Carlos Marina / Darío Minore | Árbitro(s): Carlos Marina / Darío Minore |

| 19 de julio de 2015, 20:30 | Cuba     | (31:31) (14:13) | Chile         | Centro de Exposiciones, Toronto, Canadá  |                                          |
|                            | Robles 8 | Reporte         | Salinas R. 12 | Árbitro(s): Martin Gjeding / Mads Hansen | Árbitro(s): Martin Gjeding / Mads Hansen |

| 21 de julio de 2015, 20:30 | Argentina           | (30:23) (20:12) | Chile   | Centro de Exposiciones, Toronto, Canadá    |                                            |
|                            | Fernández, Vieyra 8 | Reporte         | Araya 7 | Árbitro(s): Nilson Menezes / Rogerio Pinto | Árbitro(s): Nilson Menezes / Rogerio Pinto |

Semifinales
| 23 de julio de 2015, 13:30 | Brasil      | (34:24) (19:12) | Chile         | Centro de Exposiciones, Toronto, Canadá  |                                          |
|                            | Guimaraes 5 | Reporte         | Salinas E. 10 | Árbitro(s): Martin Gjeding / Mads Hansen | Árbitro(s): Martin Gjeding / Mads Hansen |

Medalla de bronce
| 25 de julio de 2015, 17:30 | Chile        | (23:17) (10:9) | Uruguay | Centro de Exposiciones, Toronto, Canadá  |                                          |
|                            | Salinas R. 6 | Reporte        | Fabra 4 | Árbitro(s): Carlos Marina / Darío Minore | Árbitro(s): Carlos Marina / Darío Minore |

### Femenino
Equipo femenino: Maura Álvarez, Daniela Canessa, Belén Castañeda, Andrea Cisterna, María Correa (balonmanista)|María Correa, Constanza Deuster, Inga Feuchtmann, Valeria Flores, Nicole Llanos, Daniela Miño, María Musalem, Antonella Piantini, Alicia Torres, Carolina Verdejo y Francisca Zavala (15 jugadoras).
Fase de grupos
| País      | Puntos | PJ | PG | PE | PP | GF | GC | DG  |
| --------- | ------ | -- | -- | -- | -- | -- | -- | --- |
| Argentina | 4      | 3  | 2  | 0  | 1  | 75 | 60 | 15  |
| Uruguay   | 4      | 3  | 2  | 0  | 1  | 80 | 74 | 6   |
| Cuba      | 4      | 3  | 2  | 0  | 1  | 83 | 83 | 0   |
| Chile     | 0      | 3  | 0  | 0  | 3  | 69 | 90 | -21 |

| 16 de julio de 2015, 20:30 | Chile                | (25:28) (11:14) | Cuba      | Centro de Exposiciones, Toronto, Canadá |                                         |
|                            | Feuchtmann, Torres 5 | Reporte         | Lusson 10 | Árbitro(s): José Guzmán / Enrique Pérez | Árbitro(s): José Guzmán / Enrique Pérez |

| 18 de julio de 2015, 20:30 | Uruguay                             | (32:26) (15:10) | Chile    | Centro de Exposiciones, Toronto, Canadá                |                                                        |
|                            | Scarrone A., Barreiro, Ferrari V. 5 | Reporte         | Flores 5 | Árbitro(s): María Inés Paolantoni / Florencia Zanikian | Árbitro(s): María Inés Paolantoni / Florencia Zanikian |

| 20 de julio de 2015, 20:30 | Argentina | (30:18) (15:10) | Chile                       | Centro de Exposiciones, Toronto, Canadá  |                                          |
|                            | Mendoza 6 | Reporte         | Miño, Feuchtmann, Musalem 3 | Árbitro(s): Raymel Reyes / Alexys Zúñiga | Árbitro(s): Raymel Reyes / Alexys Zúñiga |

Puestos 5.º a 8.º
| 22 de julio de 2015, 11:00 | Puerto Rico | (36:34) (21:18) | Chile        | Centro de Exposiciones, Toronto, Canadá                |                                                        |
|                            | Ceballos 11 | Reporte         | Feuchtmann 6 | Árbitro(s): María Inés Paolantoni / Florencia Zanikian | Árbitro(s): María Inés Paolantoni / Florencia Zanikian |

Puestos 7.º a 8.º
| 24 de julio de 2015, 10:30 | Chile  | (20:27) (10:14) | Canadá             | Centro de Exposiciones, Toronto, Canadá                |                                                        |
|                            | Miño 5 | Reporte         | Lochet, Laplante 4 | Árbitro(s): María Inés Paolantoni / Florencia Zanikian | Árbitro(s): María Inés Paolantoni / Florencia Zanikian |

## Bolos
Femenino
| Deportista           | Evento     | Clasificación | Clasificación | Clasificación | Clasificación | Clasificación | Clasificación | Clasificación | Clasificación | Clasificación | Clasificación | Clasificación | Clasificación | Clasificación | Clasificación | Clasificación | Todos contra todos | Todos contra todos | Semifinales   | Final         | Final |
| Deportista           | Evento     | Juegos 1–6    | Juegos 1–6    | Juegos 1–6    | Juegos 1–6    | Juegos 1–6    | Juegos 1–6    | Juegos 7–12   | Juegos 7–12   | Juegos 7–12   | Juegos 7–12   | Juegos 7–12   | Juegos 7–12   | Total         | Promedio      | Posición      | Todos contra todos | Todos contra todos | Semifinales   | Final         | Final |
| Deportista           | Evento     | 1             | 2             | 3             | 4             | 5             | 6             | 7             | 8             | 9             | 10            | 11            | 12            | Total         | Promedio      | Posición      | Total              | Posición           | Rival Puntaje | Rival Puntaje |       |
| -------------------- | ---------- | ------------- | ------------- | ------------- | ------------- | ------------- | ------------- | ------------- | ------------- | ------------- | ------------- | ------------- | ------------- | ------------- | ------------- | ------------- | ------------------ | ------------------ | ------------- | ------------- | ----- |
| Cony Bahamóndez      | Individual | 171           | 178           | 177           | 209           | 218           | 168           | 168           | 171           | 188           | 132           | 151           | 173           | 2104          | 175,3         | 26.º          | No avanzó          | No avanzó          | No avanzó     | No avanzó     |       |
| Verónica Valdebenito | Individual | 124           | 116           | 143           | 161           | 143           | 198           | 136           | 170           | 198           | 189           | 170           | 183           | 1931          | 160,9         | 28.º          | No avanzó          | No avanzó          | No avanzó     | No avanzó     |       |

| Deportista           | Evento | Juegos 1–6 | Juegos 1–6 | Juegos 1–6 | Juegos 1–6 | Juegos 1–6 | Juegos 1–6 | Juegos 7–12 | Juegos 7–12 | Juegos 7–12 | Juegos 7–12 | Juegos 7–12 | Juegos 7–12 | Total | Promedio | Total final | Posición |
| Deportista           | Evento | 1          | 2          | 3          | 4          | 5          | 6          | 7           | 8           | 9           | 10          | 11          | 12          | Total | Promedio | Total final | Posición |
| -------------------- | ------ | ---------- | ---------- | ---------- | ---------- | ---------- | ---------- | ----------- | ----------- | ----------- | ----------- | ----------- | ----------- | ----- | -------- | ----------- | -------- |
| Cony Bahamóndez      | Dobles | 184        | 158        | 160        | 171        | 152        | 173        | 162         | 167         | 201         | 106         | 185         | 191         | 2010  | 167,5    | 4143        | 14.º     |
| Verónica Valdebenito | Dobles | 177        | 180        | 157        | 128        | 196        | 219        | 189         | 190         | 160         | 165         | 214         | 158         | 2133  | 177,8    | 4143        | 14.º     |

## Boxeo
Masculino
| Deportista        | Evento      | Ronda de 16     | Cuartos de final | Semifinal       | Final           | Posición          |
| Deportista        | Evento      | Rival Resultado | Rival Resultado  | Rival Resultado | Rival Resultado | Posición          |
| ----------------- | ----------- | --------------- | ---------------- | --------------- | --------------- | ----------------- |
| Joseph Cherkashyn | Peso medio  | Exento          | Saavedra P 3-0   | No avanzó       | No avanzó       | 5.º               |
| Miguel Véliz      | Peso pesado | —               | Flores G 3-0     | Savón P 3-0     | No avanzó       | Medalla de bronce |

## Canotaje

### Velocidad
Masculino
| Deportista                                                  | Evento    | Preliminares | Preliminares | Semifinal | Semifinal | Final    | Final    |
| Deportista                                                  | Evento    | Tiempo       | Posición     | Tiempo    | Posición  | Tiempo   | Posición |
| ----------------------------------------------------------- | --------- | ------------ | ------------ | --------- | --------- | -------- | -------- |
| Manuel Chacano Jean Neira Fernando Nicolás René Susperreguy | K4 1000 m | —            | —            | —         | —         | 3:17,865 | 8.º      |
| Johnnathan Tafra                                            | C1 200 m  | 43,670       | 3.º          | Exento    | Exento    | 44,242   | 6.º      |
| José Tafra Johnnathan Tafra                                 | C2 1000 m | —            | —            | —         | —         | 4:12,817 | 6.º      |

Femenino
| Deportista           | Evento   | Preliminares | Preliminares | Semifinal | Semifinal | Final        | Final    |
| Deportista           | Evento   | Tiempo       | Posición     | Tiempo    | Posición  | Tiempo       | Posición |
| -------------------- | -------- | ------------ | ------------ | --------- | --------- | ------------ | -------- |
| Jeanarett Valenzuela | K1 200 m | 47,865       | 6.º          | 47,795    | 5.º       | No clasificó | 11.º     |
| Jeanarett Valenzuela | K1 500 m | 2:08,164     | 6.º          | 2:08,233  | 5.º       | No clasificó | 11.º     |
| Karen Roco           | C1 200 m | —            | —            | —         | —         | 53,634       | 4.º      |

## Ciclismo

### BMX
| Atleta              | Evento    | Contrarreloj  | Contrarreloj  | Contrarreloj | Contrarreloj | Cuartos de final | Cuartos de final | Semifinal    | Semifinal    | Final        | Final      |
| Atleta              | Evento    | Clasificación | Clasificación | Super-Final  | Super-Final  | Cuartos de final | Cuartos de final | Semifinal    | Semifinal    | Final        | Final      |
| Atleta              | Evento    | Resultado     | Posición      | Resultado    | Posición     | Puntos           | Posición         | Resultado    | Posición     | Resultado    | Posición   |
| ------------------- | --------- | ------------- | ------------- | ------------ | ------------ | ---------------- | ---------------- | ------------ | ------------ | ------------ | ---------- |
| Elías Aguirre       | Masculino | 39,120        | 15.º          | 38,884       | 12.º         | 13               | 4.º              | 44,362       | 6.º          | No clasificó | 11.º       |
| Cristóbal Palominos | Masculino | No comenzó    | No comenzó    | No comenzó   | No comenzó   | No comenzó       | No comenzó       | No comenzó   | No comenzó   | No comenzó   | No comenzó |
| Rosario Aguilera    | Femenino  | 44,460        | 13.º          | No clasificó | No clasificó | 18               | 6.º              | No clasificó | No clasificó | No clasificó | 12.º       |

### Ciclismo de montaña
| Deportista      | Evento        | Tiempo  | Posición |
| --------------- | ------------- | ------- | -------- |
| Javier Püschel  | XCO masculino | 1:41:57 | 14.º     |
| Patricio Farías | XCO masculino | 1:42:48 | 15.º     |
| Fernanda Castro | XCO femenino  | Doblado | 13.º     |

### Ciclismo de pista
| Deportista                                                     | Evento                           | Clasificación | Clasificación | Primera ronda | Primera ronda | Final           | Final           |
| Deportista                                                     | Evento                           | Tiempo        | Posición      | Tiempo        | Posición      | Tiempo          | Posición        |
| -------------------------------------------------------------- | -------------------------------- | ------------- | ------------- | ------------- | ------------- | --------------- | --------------- |
| Antonio Cabrera Gonzalo Miranda Pablo Seisdedos Luis Sepúlveda | Persecución por equipo masculino | 4:17,068      | 5.º           | 4:13,793      | 6.º           | No clasificaron | No clasificaron |
| Denisse Ahumada Daniela Guajardo Valentina Monsalve Flor Palma | Persecución por equipo femenino  | 4:46,067      | 6.º           | 4:42,817      | 7.º           | No clasificaron | No clasificaron |

| Deportista          | Evento           | Scratch          | Scratch  | Persecución individual | Persecución individual | Eliminación | Contrarreloj | Contrarreloj | Vuelta lanzada | Vuelta lanzada | Carrera por puntos | Carrera por puntos | Puntos totales | Posición |
| Deportista          | Evento           | Vueltas perdidas | Posición | Tiempo                 | Posición               | Posición    | Tiempo       | Posición     | Tiempo         | Posición       | Puntos             | Posición           | Puntos totales | Posición |
| ------------------- | ---------------- | ---------------- | -------- | ---------------------- | ---------------------- | ----------- | ------------ | ------------ | -------------- | -------------- | ------------------ | ------------------ | -------------- | -------- |
| Cristopher Mansilla | Omnium masculino | –1               | 8.º      | 4:47,760               | 9.º                    | 7.º         | 1:05,894     | 6.º          | 13,644         | 3.º            | 41                 | 3.º                | 185            | 6.º      |
| Denisse Ahumada     | Omnium femenino  |                  | 3.º      | 3:49,714               | 6.º                    | 3.º         | 40,051       | 11.º         | 16,002         | 10.º           | –37                | 8.º                | 107            | 8.º      |

### Ciclismo de ruta
| Deportista          | Evento                    | Tiempo     | Posición   |
| ------------------- | ------------------------- | ---------- | ---------- |
| Patricio Almonacid  | Carrera de ruta masculina | 3:46:51    | 20.º       |
| Gonzalo Garrido     | Carrera de ruta masculina | No terminó | No terminó |
| Cristopher Mansilla | Carrera de ruta masculina | 3:47:17    | 21.º       |
| Luis Sepúlveda      | Carrera de ruta masculina | 3:46:36    | 16.°       |
| Daniela Guajardo    | Carrera de ruta femenina  | 2:07:53    | 19.°       |
| Paola Muñoz         | Carrera de ruta femenina  | 2:07:51    | 6.°        |
| Karla Vallejos      | Carrera de ruta femenina  | 2:07:52    | 12.°       |

## Clavados

### Masculino
| Deportista                  | Evento                     | Preliminar | Preliminar | Final        | Final        |
| Deportista                  | Evento                     | Puntos     | Posición   | Puntos       | Posición     |
| --------------------------- | -------------------------- | ---------- | ---------- | ------------ | ------------ |
| Diego Carquin               | Trampolín 3 m              | 297,55     | 17.°       | No clasificó | No clasificó |
| Donato Neglia               | Trampolín 3 m              | 377,10     | 7.°        | 392,35       | 8.°          |
| Diego Carquin Donato Neglia | Trampolín 3 m sincronizado | —          | —          | 324,09       | 7.°          |

### Femenino
| Deportista                     | Evento                     | Preliminar | Preliminar | Final        | Final        |
| Deportista                     | Evento                     | Puntos     | Posición   | Puntos       | Posición     |
| ------------------------------ | -------------------------- | ---------- | ---------- | ------------ | ------------ |
| Paula Sotomayor                | Trampolín 3 m              | 179,45     | 15.°       | No clasificó | No clasificó |
| Wendy Esquivel                 | Trampolín 3 m              | 212,15     | 12.°       | 185,35       | 12.°         |
| Paula Sotomayor Wendy Esquivel | Trampolín 3 m sincronizado | —          | —          | 205,92       | 7.°          |

## Equitación

### Adiestramiento
| Deportista                                               | Caballo             | Evento     | Grand Prix | Grand Prix | Grand Prix Especial | Grand Prix Especial | Grand Prix Estilo libre | Grand Prix Estilo libre | Total      | Total    |
| Deportista                                               | Caballo             | Evento     | Puntuación | Posición   | Puntuación          | Posición            | Técnica                 | Estilo                  | Puntuación | Posición |
| -------------------------------------------------------- | ------------------- | ---------- | ---------- | ---------- | ------------------- | ------------------- | ----------------------- | ----------------------- | ---------- | -------- |
| Óscar Coddou                                             | Favory Duba 66      | Individual | 62,579     | 34.°       | 60,237              | 41.°                | No clasificó            | No clasificó            | 122,816    | 38.°     |
| Julio Fonseca                                            | Wettkonig           | Individual | 60,947     | 39.°       | 61,947              | 36.°                | No clasificó            | No clasificó            | 122,894    | 37.°     |
| Manuel Montero                                           | Everybody Dance Now | Individual | 58,842     | 41.°       | 61,868              | 37.°                | No clasificó            | No clasificó            | 120,710    | 41.°     |
| Virginia Yarur                                           | Finn                | Individual | 69,158     | 16.°       | 70,210              | 10.°                | 71,175                  | 12.°                    | 71,175     | 12.°     |
| Óscar Coddou Julio Fonseca Manuel Montero Virginia Yarur | —                   | Equipo     | 192,684    | 10.°       | 192,394             | 8.°                 | —                       | —                       | 385,078    | 10.°     |

### Salto
| Deportista                                                                 | Caballo               | Evento     | Ronda de clasificación | Ronda de clasificación | Ronda de clasificación | Ronda de clasificación | Ronda de clasificación | Ronda de clasificación | Ronda de clasificación | Ronda de clasificación | Final   | Final    | Final   | Final   | Final    | Total  | Total    |
| Deportista                                                                 | Caballo               | Evento     | Ronda 1                | Ronda 1                | Ronda 2                | Ronda 2                | Ronda 2                | Ronda 3                | Ronda 3                | Ronda 3                | Ronda A | Ronda A  | Ronda B | Ronda B | Ronda B  | Total  | Total    |
| Deportista                                                                 | Caballo               | Evento     | Penal.                 | Posición               | Penal.                 | Total                  | Posición               | Penal.                 | Total                  | Posición               | Penal.  | Posición | Penal.  | Total   | Posición | Penal. | Posición |
| -------------------------------------------------------------------------- | --------------------- | ---------- | ---------------------- | ---------------------- | ---------------------- | ---------------------- | ---------------------- | ---------------------- | ---------------------- | ---------------------- | ------- | -------- | ------- | ------- | -------- | ------ | -------- |
| José Manuel Ibáñez                                                         | Riesling da Milvrault | Individual |                        |                        |                        |                        |                        |                        |                        |                        |         |          |         |         |          |        |          |
| Carlos Milthaer                                                            | Disaronno VT          | Individual |                        |                        |                        |                        |                        |                        |                        |                        |         |          |         |         |          |        |          |
| Carlos Morstadt                                                            | Talento               | Individual |                        |                        |                        |                        |                        |                        |                        |                        |         |          |         |         |          |        |          |
| Samuel Parot de Ugarte                                                     | Al Calypso            | Individual |                        |                        |                        |                        |                        |                        |                        |                        |         |          |         |         |          |        |          |
| José Manuel Ibáñez Carlos Milthaler Carlos Morstadt Samuel Parot de Ugarte | —                     | Equipos    |                        |                        | —                      | —                      | —                      | —                      | —                      | —                      |         |          |         |         |          |        |          |

## Gimnasia
Chile clasificó a ocho gimnastas: siete en gimnasia artística y uno en gimnasia rítmica.

### Gimnasia artística

#### Masculino
| Deportista          | Evento        | Clasificación | Clasificación    | Clasificación | Clasificación | Clasificación     | Clasificación | Clasificación | Clasificación |
| Deportista          | Evento        | Salto         | Barras paralelas | Barra fija    | Suelo         | Caballo con arcos | Anillas       | Total         | Posición      |
| ------------------- | ------------- | ------------- | ---------------- | ------------- | ------------- | ----------------- | ------------- | ------------- | ------------- |
| Joel Álvarez        | Clasificación | 13,550        | 13,700           | 13,700        | 13,650        | 9,450             | 13,500        | 77,550        | 20.°          |
| Christian Bruno     | Clasificación | 14,550        | 13,050           | 13,850        | 13,700        | 12,150            | 13,750        | 81,050        | 13.°          |
| Yosías Bustos       | Clasificación |               |                  |               |               |                   |               |               |               |
| Juan Pablo González | Clasificación | 14,150        |                  | 12,350        |               |                   |               | 26,500        | 54.°          |
| Bastián Salazar     | Clasificación | 14,750        |                  |               |               |                   | 12,700        | 27,450        | 53.°          |
| Total equipo        | Total equipo  | 43,450        | 26,750           | 39,900        | 27,350        | 21,600            | 39,950        | 199,000       | 10.°          |

| Deportista      | Evento  | Final  | Final            | Final      | Final  | Final             | Final   | Final  | Final    |
| Deportista      | Evento  | Salto  | Barras paralelas | Barra fija | Suelo  | Caballo con arcos | Anillas | Total  | Posición |
| --------------- | ------- | ------ | ---------------- | ---------- | ------ | ----------------- | ------- | ------ | -------- |
| Joel Álvarez    | General | 13,700 | 10,400           | 13,950     | 13,100 | 11,150            | 13,500  | 75,800 | 18.°     |
| Christian Bruno | General | 14,300 | 12,700           | 14,000     | 13,450 | 10,700            | 13,550  | 78,700 | 15.°     |

#### Femenino
| Deportista       | Evento        | Clasificación | Clasificación      | Clasificación       | Clasificación | Clasificación | Clasificación |
| Deportista       | Evento        | Salto         | Barras asimétricas | Barra de equilibrio | Suelo         | Total         | Posición      |
| ---------------- | ------------- | ------------- | ------------------ | ------------------- | ------------- | ------------- | ------------- |
| Makarena Pinto   | Clasificación | 13,850        | 11,250             | 11,650              | 12,250        | 49,000        | 21.°          |
| Franchesca Santi | Clasificación | 14,300        |                    |                     | 12,300        | 26,600        | 48.°          |

| Deportista       | Evento | Final     | Final     | Final  | Final    |
| Deportista       | Evento | Intento 1 | Intento 2 | Total  | Posición |
| ---------------- | ------ | --------- | --------- | ------ | -------- |
| Makarena Pinto   | Salto  | 13,875    | 13,950    | 13,912 | 7.°      |
| Franchesca Santi | Salto  | 14,500    | 13,425    | 13,962 | 6.°      |

### Gimnasia rítmica
| Gimnastas        | Evento     | Clasificación | Clasificación | Clasificación | Clasificación | Clasificación | Clasificación | Final  | Final | Final | Final | Final | Final    |
| Gimnastas        | Evento     | Pelota        | Aro           | Mazas         | Cinta         | Total         | Posición      | Pelota | Aro   | Mazas | Cinta | Total | Posición |
| ---------------- | ---------- | ------------- | ------------- | ------------- | ------------- | ------------- | ------------- | ------ | ----- | ----- | ----- | ----- | -------- |
| Valeska González | Individual |               |               |               |               |               |               |        |       |       |       |       |          |

## Hockey sobre césped
La selección masculina y femenina de hockey sobre hierba clasificaron a los Juegos Panamericanos de 2015.

### Masculino
Equipo masculino: Ricardo Achondo, Alexis Berczely, Fernando Binder, Felipe Eggers, Andrés Fuenzalida, Ignacio Gajardo, Adrián Henríquez, Thomas Kannegiesser, Seba Kapsch, Vicente Martin, Fernando Renz, Nicolás Renz, Sven Richter, Martín Rodríguez, Raimundo Valenzuela y Jaime Zarhi (16 jugadores).
Fase de grupos
| País   | Puntos | PJ | PG | PE | PP | GF | GC | DG |
| ------ | ------ | -- | -- | -- | -- | -- | -- | -- |
| Brasil | 0      | 0  | 0  | 0  | 0  | 0  | 0  | 0  |
| Canadá | 0      | 0  | 0  | 0  | 0  | 0  | 0  | 0  |
| Chile  | 0      | 0  | 0  | 0  | 0  | 0  | 0  | 0  |
| México | 0      | 0  | 0  | 0  | 0  | 0  | 0  | 0  |

### Femenino
Equipo femenino: María Bastías, Camila Caram, Daniela Caram, Sofía Filipek, Carolina García, Denise Losada, Constanza Palma, Francisca Pizarro, Claudia Schüler, Francisca Tala, Manuela Urroz, Agustina Venegas, Francisca Vidaurre, Javiera Villagra, Josefa Villalabeitía y Sofía Walbaum (16 jugadoras).
Fase de grupos
| País           | Puntos | PJ | PG | PE | PP | GF | GC | DG |
| -------------- | ------ | -- | -- | -- | -- | -- | -- | -- |
| Cuba           | 0      | 0  | 0  | 0  | 0  | 0  | 0  | 0  |
| Chile          | 0      | 0  | 0  | 0  | 0  | 0  | 0  | 0  |
| Estados Unidos | 0      | 0  | 0  | 0  | 0  | 0  | 0  | 0  |
| Uruguay        | 0      | 0  | 0  | 0  | 0  | 0  | 0  | 0  |

## Levantamiento de pesas
| Deportista            | Evento          | Arrancada | Arrancada | Arrancada | Arrancada | Envión    | Envión    | Envión    | Envión    | Total | Posición         |
| Deportista            | Evento          | Intento 1 | Intento 2 | Intento 3 | Resultado | Intento 1 | Intento 2 | Intento 3 | Resultado | Total | Posición         |
| --------------------- | --------------- | --------- | --------- | --------- | --------- | --------- | --------- | --------- | --------- | ----- | ---------------- |
| Francisco Barrera     | Masculino 56 kg | 103       | 106       | 106       | 103       | 130       | 135       | 135       | 130       | 233   | 5.°              |
| Bastián López         | Masculino 77 kg | 127       | 132       | 136       | 136       | 166       | 176       | 180       | 176       | 312   | 8.°              |
| Massiel Rojas         | Femenino 63 kg  | 85        | 90        | 90        | 85        | 108       | 112       | 117       | 112       | 197   | 4.°              |
| María Fernanda Valdés | Femenino 75 kg  | 100       | 103       | 103       | 100       | 127       | 131       | 135       | 131       | 231   | Medalla de plata |

## Lucha

### Lucha grecorromana
| Deportista       | Evento           | Cuartos de final | Semifinal         | Repechaje       | Final           | Posición          |
| Deportista       | Evento           | Rival Resultado  | Rival Resultado   | Rival Resultado | Rival Resultado | Posición          |
| ---------------- | ---------------- | ---------------- | ----------------- | --------------- | --------------- | ----------------- |
| Cristóbal Torres | Masculino 59 kg  | Chávez G 8-0     | Soto P 8-0        | Williams G 0-3  | No avanzó       | Medalla de bronce |
| Andrés Ayub      | Masculino 130 kg | Thoms G 10-2     | Encarnación G 3-3 | —               | López P 0-8     | Medalla de plata  |

### Estilo libre
| Deportista      | Evento          | Cuartos de final | Semifinal       | Repechaje       | Final           | Posición |
| Deportista      | Evento          | Rival Resultado  | Rival Resultado | Rival Resultado | Rival Resultado | Posición |
| --------------- | --------------- | ---------------- | --------------- | --------------- | --------------- | -------- |
| Eduardo Gajardo | Masculino 74 kg | Sarco P 10-0     | No avanzó       | No avanzó       | No avanzó       | 7.°      |

## Nado sincronizado
| Deportista                      | Evento | Rutina técnica | Rutina técnica | Rutina libre (Final) | Rutina libre (Final) | Rutina libre (Final) | Rutina libre (Final) |
| Deportista                      | Evento | Puntos         | Posición       | Puntos               | Posición             | Puntos totales       | Posición             |
| ------------------------------- | ------ | -------------- | -------------- | -------------------- | -------------------- | -------------------- | -------------------- |
| Kelley Kobler Natalie Lubascher | Dúos   | 73,4707        | 9.°            | 74,8000              | 9.°                  | 148,2707             | 9.°                  |

## Natación
Masculino
| Deportista    | Evento          | Clasificación | Clasificación | Final        | Final        |
| Deportista    | Evento          | Tiempo        | Posición      | Tiempo       | Posición     |
| ------------- | --------------- | ------------- | ------------- | ------------ | ------------ |
| Felipe Quiroz | 200 m combinado | 2:08,04       | 15.°          | 2:08,87      | 16.°         |
| Felipe Quiroz | 400 m combinado | 4:36,65       | 17.°          | No clasificó | No clasificó |
| Felipe Tapia  | 1500 m libre    | —             | —             | 16:08,48     | 16.°         |

Femenino
| Deportista      | Evento               | Clasificación | Clasificación | Final        | Final            |
| Deportista      | Evento               | Tiempo        | Posición      | Tiempo       | Posición         |
| --------------- | -------------------- | ------------- | ------------- | ------------ | ---------------- |
| Kristel Köbrich | 800 m libre          | —             | —             | 8:29,79      | Medalla de plata |
| Kristel Köbrich | 10 km aguas abiertas | —             | —             | 2:03:25,8    | 5.°              |
| Estefanía Urzúa | 100 m mariposa       | 1:05,79       | 20.°          | No clasificó | No clasificó     |
| Estefanía Urzúa | 200 m mariposa       | 2:19,23       | 14.°          | 2:18,16      | 13.°             |

## Patinaje

### Patinaje artístico
| Deportista         | Evento                   | Programa corto | Programa corto | Programa largo | Programa largo | Puntuación total | Posición          |
| Deportista         | Evento                   | Puntuación     | Posición       | Puntuación     | Posición       | Puntuación total | Posición          |
| ------------------ | ------------------------ | -------------- | -------------- | -------------- | -------------- | ---------------- | ----------------- |
| José Luis Díaz     | Programa libre masculino | 116,20         | 6.°            | -              | -              | 116,20           | 8.°               |
| Marisol Villarroel | Programa libre femenino  | 116,10         | 3.°            | 121,20         | 3.°            | 479,70           | Medalla de bronce |

### Patinaje de velocidad
| Deportista       | Evento                       | Semifinal | Semifinal | Final        | Posición          |
| Deportista       | Evento                       | Resultado | Posición  | Resultado    | Posición          |
| ---------------- | ---------------------------- | --------- | --------- | ------------ | ----------------- |
| Emanuelle Silva  | Contrarreloj 200 m masculino | —         | —         | 16,138       | Medalla de oro    |
| Emanuelle Silva  | 500 m masculino              | 39,045    | 3.°       | No clasificó | 5.°               |
| Rolando Ossandón | 10000 m puntos masculino     | —         | —         | 3            | 8.°               |
| María José Moya  | Contrarreloj 200 m femenino  | —         | —         | 18,042       | Medalla de bronce |
| María José Moya  | 500 m femenino               | 42,748    | 3.°       | No clasificó | 5.°               |
| Valeria Riffo    | 10000 m puntos femenino      | —         | —         | 6            | 4.°               |

## Pentatlón moderno

### Masculino
| Deportista     | Evento    | Esgrima (espada a toque único) | Esgrima (espada a toque único) | Esgrima (espada a toque único) | Natación (200 m estilo libre) | Natación (200 m estilo libre) | Natación (200 m estilo libre) | Equitación (salto ecuestre) | Equitación (salto ecuestre) | Equitación (salto ecuestre) | Combinado: tiro/atletismo (10 m pistola de aire)/(3000 m) | Combinado: tiro/atletismo (10 m pistola de aire)/(3000 m) | Combinado: tiro/atletismo (10 m pistola de aire)/(3000 m) | Total puntos | Posición final |
| Deportista     | Evento    | Resultados                     | Posición                       | Puntos                         | Tiempo                        | Posición                      | Puntos                        | Penalizaciones              | Posición                    | Puntos                      | Tiempo                                                    | Posición                                                  | Puntos                                                    | Total puntos | Posición final |
| -------------- | --------- | ------------------------------ | ------------------------------ | ------------------------------ | ----------------------------- | ----------------------------- | ----------------------------- | --------------------------- | --------------------------- | --------------------------- | --------------------------------------------------------- | --------------------------------------------------------- | --------------------------------------------------------- | ------------ | -------------- |
| Esteban Bustos | Masculino |                                |                                |                                |                               |                               |                               |                             |                             |                             |                                                           |                                                           |                                                           |              |                |
| Martín Gajardo | Masculino |                                |                                |                                |                               |                               |                               |                             |                             |                             |                                                           |                                                           |                                                           |              |                |

### Femenino
| Deportista     | Evento   | Esgrima (espada a toque único) | Esgrima (espada a toque único) | Esgrima (espada a toque único) | Natación (200 m estilo libre) | Natación (200 m estilo libre) | Natación (200 m estilo libre) | Equitación (salto ecuestre) | Equitación (salto ecuestre) | Equitación (salto ecuestre) | Combinado: tiro/atletismo (10 m pistola de aire)/(3000 m) | Combinado: tiro/atletismo (10 m pistola de aire)/(3000 m) | Combinado: tiro/atletismo (10 m pistola de aire)/(3000 m) | Total puntos | Posición final |
| Deportista     | Evento   | Resultados                     | Posición                       | Puntos                         | Tiempo                        | Posición                      | Puntos                        | Penalizaciones              | Posición                    | Puntos                      | Tiempo                                                    | Posición                                                  | Puntos                                                    | Total puntos | Posición final |
| -------------- | -------- | ------------------------------ | ------------------------------ | ------------------------------ | ----------------------------- | ----------------------------- | ----------------------------- | --------------------------- | --------------------------- | --------------------------- | --------------------------------------------------------- | --------------------------------------------------------- | --------------------------------------------------------- | ------------ | -------------- |
| Loreto Gajardo | Femenino |                                |                                |                                |                               |                               |                               |                             |                             |                             |                                                           |                                                           |                                                           |              |                |
| Javiera Rosas  | Femenino |                                |                                |                                |                               |                               |                               |                             |                             |                             |                                                           |                                                           |                                                           |              |                |

## Remo

### Masculino
| Deportista                                                    | Evento                                | Preliminar | Preliminar | Repechaje | Repechaje | Final      | Final             |
| Deportista                                                    | Evento                                | Tiempo     | Posición   | Tiempo    | Posición  | Tiempo     | Posición          |
| ------------------------------------------------------------- | ------------------------------------- | ---------- | ---------- | --------- | --------- | ---------- | ----------------- |
| Felipe Cárdenas                                               | Un par de remos cortos                | 7:50,76    | 6.°        | 8:19:48   | 5.°       | No comenzó | No comenzó        |
| Luis Saumann Ignacio Abraham                                  | Dos pares de remos cortos             | 7:14,55    | 5.°        | 7:34,27   | 5.°       | 7:09,64    | 11.°              |
| Andrés Oyarzún Bernardo Guerrero                              | Dos pares de remos cortos peso ligero | 6:48,14    | 2.°        | Exento    | Exento    | 6:29,52    | 4.°               |
| Andrés Oyarzún Luis Saumann Felipe Cárdenas Bernardo Guerrero | Cuatro remos peso ligero              | 6:44,22    | 3.°        | 6:41,74   | 3.°       | 6:47,89    | Medalla de bronce |
| Felipe Leal Óscar Vásquez                                     | Par                                   | 6:36,21    | 1.°        | Exento    | Exento    | 6:27,77    | Medalla de oro    |

### Femenino
| Deportista                                              | Evento                       | Preliminar | Preliminar | Repechaje | Repechaje | Final   | Final             |
| Deportista                                              | Evento                       | Tiempo     | Posición   | Tiempo    | Posición  | Tiempo  | Posición          |
| ------------------------------------------------------- | ---------------------------- | ---------- | ---------- | --------- | --------- | ------- | ----------------- |
| Soraya Jadue                                            | Un par de remos cortos       | 8:01,61    | 2.°        | 8:37,60   | 1.°       | 7:43,34 | Medalla de bronce |
| Soraya Jadue Josefa Vila                                | Dos pares de remos cortos    | 7:33,70    | 5.°        | —         | —         | 7:31,75 | 5.°               |
| Josefa Vila Soraya Jadue Melita Abraham Antonia Abraham | Cuatro pares de remos cortos | 6:54,96    | 5.°        | —         | —         | 7:31,30 | 5.°               |
| Melita Abraham Antonia Abraham                          | Dos remos largos             | 7:36,36    | 3.°        | —         | —         | 7:32,77 | Medalla de plata  |

## Rugby 7
La selección masculina de rugby 7 de Chile clasificó a los Juegos Panamericanos de 2015.

### Masculino
Equipo masculino: Ignacio Aminat, Felipe Brangier, Francisco González, Francisco Hurtado, Tomás Ianiszewski, Juan Pablo Larenas, Pablo Metuaze, Francisco Neira, Alfonso Rioja, Benjamín Soto, Francisco Urroz, Pedro Verschae (12 participantes).
Fase de grupos
| País           | Puntos | PJ | PG | PE | PP | GF  | GC  | DG   |
| -------------- | ------ | -- | -- | -- | -- | --- | --- | ---- |
| Estados Unidos | 9      | 3  | 3  | 0  | 0  | 126 | 7   | 119  |
| Uruguay        | 7      | 3  | 2  | 0  | 1  | 54  | 69  | -15  |
| Chile          | 5      | 3  | 1  | 0  | 2  | 62  | 46  | 16   |
| México         | 3      | 3  | 0  | 0  | 3  | 0   | 120 | -120 |

## Squash

### Masculino
| Deportista                                   | Evento     | Ronda de 32                                          | Ronda de 16                                          | Cuartos de final                                           | Semifinal                                                  | Final                                                      | Posición |
| Deportista                                   | Evento     | Rival Resultado                                      | Rival Resultado                                      | Rival Resultado                                            | Rival Resultado                                            | Rival Resultado                                            | Posición |
| -------------------------------------------- | ---------- | ---------------------------------------------------- | ---------------------------------------------------- | ---------------------------------------------------------- | ---------------------------------------------------------- | ---------------------------------------------------------- | -------- |
| Max Camiruaga                                | Individual | Juan Chacón G 12-10 / 2-11 / 9-11 / 11-9 / 9-11      | Miguel Ángel Rodríguez P 11-8 / 11-4 / 11-3          | No avanzó                                                  | No avanzó                                                  | No avanzó                                                  | 9.°      |
| Jaime Pinto                                  | Individual | Ernesto Dávila G 11-13 / 4-11 / 6-11                 | Diego Elías P 11-0 / 11-4 / 11-6                     | No avanzó                                                  | No avanzó                                                  | No avanzó                                                  | 9.°      |
| Max Camiruaga Sebastián Gallegos             | Dobles     | —                                                    | Exento                                               | Andrés Duany Diego Elías P 4-11 / 7-11                     | No avanzaron                                               | No avanzaron                                               | 5.°      |
| Jaime Pinto Max Camiruaga Sebastián Gallegos | Equipo     | Grupo C · Guatemala · P 1-2 · Estados Unidos · P 3-0 | Grupo C · Guatemala · P 1-2 · Estados Unidos · P 3-0 | Puestos 7 a 10 · Guyana · G 2-1 · Perú · P 0-3 · Ecuador · | Puestos 7 a 10 · Guyana · G 2-1 · Perú · P 0-3 · Ecuador · | Puestos 7 a 10 · Guyana · G 2-1 · Perú · P 0-3 · Ecuador · |          |

### Femenino
| Deportista                                | Evento     | Ronda de 16                                                           | Cuartos de final                                                      | Semifinal                                    | Final                                        | Posición |
| Deportista                                | Evento     | Rival Resultado                                                       | Rival Resultado                                                       | Rival Resultado                              | Rival Resultado                              | Posición |
| ----------------------------------------- | ---------- | --------------------------------------------------------------------- | --------------------------------------------------------------------- | -------------------------------------------- | -------------------------------------------- | -------- |
| Giselle Delgado                           | Individual | María Falciones G 11-7 / 11-8 / 11-9                                  | Sam Cornett P 6-11 / 5-11 / 5-11                                      | No avanzó                                    | No avanzó                                    | 5.°      |
| Anita Pinto                               | Individual | Winifer Bonilla G 11-4 / 11-9 / 11-5                                  | Olivia Blatchford P 3-11 / 4-11 / 7-11                                | No avanzó                                    | No avanzó                                    | 5.°      |
| Giselle Delgado Anita Pinto               | Dobles     | —                                                                     | Samantha Terán Karla Urrutia P 9-11 / 11-8 /7-11                      | No avanzaron                                 | No avanzaron                                 | 5.°      |
| Giselle Delgado Anita Pinto Fran Monsalve | Equipo     | Grupo A · Estados Unidos · P 3-0 · México · P 3-0 · Guatemala · G 3-0 | Grupo A · Estados Unidos · P 3-0 · México · P 3-0 · Guatemala · G 3-0 | Puestos 5 a 8 · Brasil · G 2-1 · Argentina · | Puestos 5 a 8 · Brasil · G 2-1 · Argentina · |          |

## Taekwondo
Masculino
| Deportista      | Evento | Ronda de 16     | Cuartos de final | Semifinal       | Final           | Posición  |
| Deportista      | Evento | Rival Resultado | Rival Resultado  | Rival Resultado | Rival Resultado | Posición  |
| --------------- | ------ | --------------- | ---------------- | --------------- | --------------- | --------- |
| Ignacio Morales | –68 kg | Colón P 5-17    | No avanzó        | No avanzó       | No avanzó       | No avanzó |
| Elías Robles    | –80 kg | Barbosa G 2-1   | López P 3-4      | No avanzó       | No avanzó       | No avanzó |
| Leonardo Zamora | +80 kg | Sio P 5-8       | No avanzó        | No avanzó       | No avanzó       | No avanzó |

Femenino
| Deportista        | Evento | Ronda de 16     | Cuartos de final | Semifinal       | Final           | Posición  |
| Deportista        | Evento | Rival Resultado | Rival Resultado  | Rival Resultado | Rival Resultado | Posición  |
| ----------------- | ------ | --------------- | ---------------- | --------------- | --------------- | --------- |
| Patricia Figueroa | –67 kg | Villalón P 0-12 | No avanzó        | No avanzó       | No avanzó       | No avanzó |
| María José Jara   | –57 kg | Costa G 7-4     | Gonda P 4-16     | No avanzó       | No avanzó       | No avanzó |

## Tenis

### Masculino
| Deportista                   | Evento     | Ronda 1                 | Ronda 2               | Ronda 3           | Cuartos de final                  | Semifinales             | Final                      | Final          |
| Deportista                   | Evento     | Rival Resultado         | Rival Resultado       | Rival Resultado   | Rival Resultado                   | Rival Resultado         | Rival Resultado            | Posición       |
| ---------------------------- | ---------- | ----------------------- | --------------------- | ----------------- | --------------------------------- | ----------------------- | -------------------------- | -------------- |
| Nicolás Jarry                | Individual | Exento                  | Menezes P 5-7 6-3 6-4 | No avanzó         | No avanzó                         | No avanzó               | No avanzó                  | 17.°           |
| Hans Podlipnik               | Individual | Exento                  | Lewis G 1-6 1-6       | Cid G 3-6 7-5 3-6 | Barrientos P 7-5 6-2              | No avanzó               | No avanzó                  | 5.°            |
| Nicolás Jarry Hans Podlipnik | Dobles     | Bester/Schnur G 4-6 4-6 | —                     | —                 | Aubone/Novikov G 7-5 3-6 (3)-(10) | Escobar/Gómez G 4-6 4-6 | Andreozzi/Bagnis G 4-6 6-7 | Medalla de oro |

### Femenino
| Deportista                    | Evento     | Ronda 1                        | Ronda 2         | Cuartos de final             | Semifinales     | Final           | Final    |
| Deportista                    | Evento     | Rival Resultado                | Rival Resultado | Rival Resultado              | Rival Resultado | Rival Resultado | Posición |
| ----------------------------- | ---------- | ------------------------------ | --------------- | ---------------------------- | --------------- | --------------- | -------- |
| Fernanda Brito                | Individual | Haddad Maia G 1-6 0-6          | Gámiz P 4-6 5-7 | No avanzó                    | No avanzó       | No avanzó       | 9.°      |
| Andrea Koch                   | Individual | Zacarías P 6-4 6-0             | No avanzó       | No avanzó                    | No avanzó       | No avanzó       | 17.°     |
| Daniela Seguel                | Individual | Araujo Gonçalves P 2-6 6-3 7-6 | No avanzó       | No avanzó                    | No avanzó       | No avanzó       | 17.°     |
| Fernanda Brito Daniela Seguel | Dobles     | —                              | —               | Rodríguez/Zacarías P 4-6 3-6 | No avanzaron    | No avanzaron    | 5.°      |

### Mixto
| Deportista                 | Evento | Ronda 1                           | Cuartos de final           | Semifinales     | Final           | Final        |
| Deportista                 | Evento | Rival Resultado                   | Rival Resultado            | Rival Resultado | Rival Resultado | Posición     |
| -------------------------- | ------ | --------------------------------- | -------------------------- | --------------- | --------------- | ------------ |
| Andrea Koch Hans Podlipnik | Dobles | Lapentti/Romer G 6-2 5-7 (7)-(10) | Bester/Dabrowski P 6-2 6-2 | No avanzaron    | No avanzaron    | No avanzaron |

## Tenis de mesa
Masculino
| Deportista                                | Evento     | Ronda de grupos | Ronda de grupos | Ronda de grupos          | Ronda de 32     | Ronda de 16     | Cuartos de final | Semifinal       | Final           | Final     |
| Deportista                                | Evento     | Rival Resultado | Rival Resultado | Rival Resultado          | Rival Resultado | Rival Resultado | Rival Resultado  | Rival Resultado | Rival Resultado | Posición  |
| ----------------------------------------- | ---------- | --------------- | --------------- | ------------------------ | --------------- | --------------- | ---------------- | --------------- | --------------- | --------- |
| Gustavo Gómez                             | Individual | Pereira P 4-0   | Gálvez G 4-3    | Theriault P 4-0          | No avanzó       | No avanzó       | No avanzó        | No avanzó       | No avanzó       | No avanzó |
| Manuel Moya                               | Individual | Monteiro P 4-0  | Chávez G 4-2    | Gilabert P 4-0           | No avanzó       | No avanzó       | No avanzó        | No avanzó       | No avanzó       | No avanzó |
| Felipe Olivares                           | Individual | Vila G 4-0      | Calderano P 4-0 | Butler G (No presentado) | Exento          | Madrid G 2-4    | Monteiro P 3-4   | No avanzó       | No avanzó       | 5.°       |
| Gustavo Gómez Manuel Moya Felipe Olivares | Equipo     | Cuba · P 2-3    | Paraguay G 3-2  | —                        | —               | —               | Brasil · P 0-3   | No avanzaron    | No avanzaron    | 5.°       |

Femenino
| Deportista                                    | Evento     | Ronda de grupos   | Ronda de grupos | Ronda de grupos | Ronda de 32     | Ronda de 16     | Cuartos de final | Semifinal       | Final           | Final     |
| Deportista                                    | Evento     | Rival Resultado   | Rival Resultado | Rival Resultado | Rival Resultado | Rival Resultado | Rival Resultado  | Rival Resultado | Rival Resultado | Posición  |
| --------------------------------------------- | ---------- | ----------------- | --------------- | --------------- | --------------- | --------------- | ---------------- | --------------- | --------------- | --------- |
| Natalia Castellano                            | Individual | Zhang P 4-1       | Montufar G 4-2  | Jiménez G 3-4   | Silva G 3-4     | Zhang P 4-0     | No avanzó        | No avanzó       | No avanzó       | 9.°       |
| Katherine Low                                 | Individual | Zhang P 4-0       | Gálvez P 2-4    | Díaz P 4-2      | No avanzó       | No avanzó       | No avanzó        | No avanzó       | No avanzó       | No avanzó |
| Paulina Vega                                  | Individual | Madrid G 4-1      | Silva P 4-1     | Lovet P 3-4     | No avanzó       | No avanzó       | No avanzó        | No avanzó       | No avanzó       | No avanzó |
| Natalia Castellano Katherine Low Paulina Vega | Equipo     | Puerto Rico P 2-3 | México · G 2-3  | —               | —               | —               | Canadá · P 3-1   | No avanzaron    | No avanzaron    | 5.°       |

## Tiro
En tiro compitieron 10 deportistas.
Masculino
| Deportista       | Evento                  | Clasificación | Clasificación | Semifinal    | Semifinal    | Final        | Final        |
| Deportista       | Evento                  | Puntos        | Posición      | Puntos       | Posición     | Puntos       | Posición     |
| ---------------- | ----------------------- | ------------- | ------------- | ------------ | ------------ | ------------ | ------------ |
| Manuel Sánchez   | 50 m pistola            | 520-05x       | 21.°          | —            | —            | No clasificó | No clasificó |
| Manuel Sánchez   | 10 m pistola de aire    | 568-17x       | 8.°           | —            | —            | 133,4        | 5.°          |
| Anyelo Parada    | 50 m rifle 3 posiciones | 1108-25x      | 20.°          | —            | —            | No clasificó | No clasificó |
| Elías San Martín | 50 m rifle 3 posiciones | 1141-30x      | 11.°          | —            | —            | No clasificó | No clasificó |
| Jesús Calderón   | 50 m rifle tendido      | 605,7         | 25.°          | —            | —            | No clasificó | No clasificó |
| Elías San Martín | 50 m rifle tendido      | 613,8         | 13.°          | —            | —            | No clasificó | No clasificó |
| Anyelo Parada    | 10 m rifle de aire      | 612,3         | 7.°           | —            | —            | 118,5        | 6.°          |
| Elías San Martín | 10 m rifle de aire      | 601,0         | 20.°          | —            | —            | No clasificó | No clasificó |
| Claudio Vergara  | Fosa                    | 99            | 18.°          | No clasificó | No clasificó | No clasificó | No clasificó |
| Jorge Atalah     | Skeet                   | 115           | 18.°          | No clasificó | No clasificó | No clasificó | No clasificó |
| Piero Olivari    | Skeet                   | 118           | 9.°           | No clasificó | No clasificó | No clasificó | No clasificó |

Femenino
| Deportista         | Evento                  | Clasificación | Clasificación | Semifinal    | Semifinal    | Final        | Final             |
| Deportista         | Evento                  | Puntos        | Posición      | Puntos       | Posición     | Puntos       | Posición          |
| ------------------ | ----------------------- | ------------- | ------------- | ------------ | ------------ | ------------ | ----------------- |
| Gabriela Lobos     | 50 m rifle 3 posiciones | 567-17x       | 10.°          | —            | —            | No clasificó | No clasificó      |
| Karina Vera        | 50 m rifle 3 posiciones | 537-13x       | 27.°          | —            | —            | No clasificó | No clasificó      |
| Gabriela Lobos     | 10 m rifle de aire      | 398,2         | 25.°          | —            | —            | No clasificó | No clasificó      |
| Karina Vera        | 10 m rifle de aire      | 400,7         | 22.°          | —            | —            | No clasificó | No clasificó      |
| Pamela Salman      | Fosa                    | 54            | 7.°           | No clasificó | No clasificó | No clasificó | No clasificó      |
| Francisca Crovetto | Skeet                   | 63            | 4.°           | 12           | 4.°          | 15           | Medalla de bronce |

## Tiro con arco

### Masculino
| Deportista                                    | Evento     | Ronda de clasificación | Ronda de clasificación | Ronda de 32          | Ronda de 16     | Cuartos de final | Semifinales     | Final           | Posición |
| Deportista                                    | Evento     | Puntaje                | Posición               | Rival Resultado      | Rival Resultado | Rival Resultado  | Rival Resultado | Rival Resultado | Posición |
| --------------------------------------------- | ---------- | ---------------------- | ---------------------- | -------------------- | --------------- | ---------------- | --------------- | --------------- | -------- |
| Andrés Aguilar                                | Individual | 643                    | 16.°                   | Robles P 6-5         | No avanzó       | No avanzó        | No avanzó       | No avanzó       |          |
| Guillermo Aguilar                             | Individual | 650                    | 13.°                   | Rezende Xavier P 4-6 | No avanzó       | No avanzó        | No avanzó       | No avanzó       |          |
| Felipe Pérez                                  | Individual | 595                    | 31.°                   | Klimitchek P 1-7     | No avanzó       | No avanzó        | No avanzó       | No avanzó       |          |
| Andrés Aguilar Guillermo Aguilar Felipe Pérez | Equipo     | 1888                   | 7.°                    | —                    | —               | México · P 6-0   | No avanzaron    | No avanzaron    | 7.°      |

### Femenino
| Deportista                                  | Evento     | Ronda de clasificación | Ronda de clasificación | Ronda de 32     | Ronda de 16     | Cuartos de final | Semifinales     | Final           | Posición |
| Deportista                                  | Evento     | Puntaje                | Posición               | Rival Resultado | Rival Resultado | Rival Resultado  | Rival Resultado | Rival Resultado | Posición |
| ------------------------------------------- | ---------- | ---------------------- | ---------------------- | --------------- | --------------- | ---------------- | --------------- | --------------- | -------- |
| Keiko Chang                                 | Individual | 564                    | 29.°                   | Hinojosa P 2-6  | No avanzó       | No avanzó        | No avanzó       | No avanzó       |          |
| Tania Maldonado                             | Individual | 587                    | 23.º                   | Sarduy P 1-7    | No avanzó       | No avanzó        | No avanzó       | No avanzó       |          |
| Ignacia Márquez                             | Individual | 585                    | 24.º                   | Rendón P 6-2    | No avanzó       | No avanzó        | No avanzó       | No avanzó       |          |
| Keiko Chang Tania Maldonado Ignacia Márquez | Equipo     | 1736                   | 9.º                    | —               | Argentina G 6-0 | México · P 6-0   | No avanzaron    | No avanzaron    | 8.º      |

## Triatlón
| Deportista            | Evento    | Natación (1,5 km) | Tramo 1       | Ciclismo (40 km) | Tramo 2       | Carrera (10 km) | Total         | Posición       |
| --------------------- | --------- | ----------------- | ------------- | ---------------- | ------------- | --------------- | ------------- | -------------- |
| Felipe Barraza        | Masculino | 18:56             | 0:23          | 58:19            | 0:19          | 32:17           | 1:50:15       | 14.º           |
| Gaspar Riveros        | Masculino | Descalificado     | Descalificado | Descalificado    | Descalificado | Descalificado   | Descalificado | Descalificado  |
| Felipe van de Wyngard | Masculino | 19:15             | 0:23          | No terminó       | No terminó    | No terminó      | No terminó    | No terminó     |
| Valentina Carvallo    | Femenino  | 20:46             | 0:36          | 1:04:49          | 0:22          | 36:22           | 2:02:58       | 15.º           |
| Favia Díaz            | Femenino  | 21:57             | 0:45          | 1:05:17          | 0:34          | No terminó      | No terminó    | No terminó     |
| Bárbara Riveros       | Femenino  | 20:09             | 0:38          | 1:00:48          | 0:21          | 35:20           | 1:57:18       | Medalla de oro |

## Voleibol de playa
| Deportista                    | Evento    | Ronda preliminar                | Ronda preliminar                   | Ronda preliminar                  | Posición en grupo | Cuartos de final                   | Semifinal                        | Medalla de bronce                   | Posición |
| Deportista                    | Evento    | Rival Resultado                 | Rival Resultado                    | Rival Resultado                   | Posición en grupo | Rival Resultado                    | Rival Resultado                  | Rival Resultado                     | Posición |
| ----------------------------- | --------- | ------------------------------- | ---------------------------------- | --------------------------------- | ----------------- | ---------------------------------- | -------------------------------- | ----------------------------------- | -------- |
| Esteban Grimalt Marco Grimalt | Masculino | Talavera / Vargas G 21-11 21-12 | Whitfield / Williams G 21-11 22-20 | Haddock / Rodríguez G 21-19 21-11 | 1.º               | Capogrosso / Mehamed G 21-18 21-12 | Ontiveros / Virgen P 21-18 21-13 | Díaz / González P 21-18 23-25 12-15 | 4.º      |

| Deportista                     | Evento   | Ronda preliminar                  | Ronda preliminar               | Ronda preliminar                        | Posición en grupo | Cuartos de final clasificatorio | Rondas 9.º a 12.º                 | Rondas 9.º a 12.º                 | Posición |
| Deportista                     | Evento   | Rival Resultado                   | Rival Resultado                | Rival Resultado                         | Posición en grupo | Rival Resultado                 | Rival Resultado                   | Rival Resultado                   | Posición |
| ------------------------------ | -------- | --------------------------------- | ------------------------------ | --------------------------------------- | ----------------- | ------------------------------- | --------------------------------- | --------------------------------- | -------- |
| Pilar Mardones Francisca Rivas | Femenino | Alfaro / Cope P 16-21 21-14 15-11 | Horta / Maestrini P 21-16 21-7 | Machado / Rodríguez G 21-13 14-21 15-10 | 3.º               | Gallay / Klug P 21-9 21-10      | Molina / Soler G 21-15 19-21 15-8 | Candelas / Revuelta P 21-17 22-20 | 10.º     |